# 28 juillet aux Jeux olympiques d'été de 2012
Le samedi 28 juillet aux Jeux olympiques d'été de 2012 est le quatrième jour de compétition.

## Faits marquants
L'Italien Valentina Vezzali  est privée d'un quatrième titre consécutif par sa compatriote Arianna Errigo lors de la demi-finale du fleuret féminin, cette dernière l'emportant sur le score de 15 à 12. Opposée à la Coréenne Nam Hyun-hee, elle est menée 12 à 8 à treize secondes du terme de la rencontre. Elle parvient finalement à égaliser à la dernière seconde, puis s'impose ensuite lors de la mort subite. Elle remporte ainsi se cinquième médaille individuelle en cinq participations olympiques.
L'Américain Michael Phelps en terminant quatrième du 400 m 4 nages hommes, connait sa première défaite aux Jeux olympiques depuis 2004,.

## Programme
| Heure UTC+1 (Londres)                         |               |
| bleu                                          | Cérémonie     |
| neutre                                        | Épreuve       |
| or                                            | Finale        |
| orange                                        | Petite finale |
| rose                                          | Reporté       |
| gris                                          | Annulé        |
| Compétition masculine                         | Hommes        |
| Compétition féminine                          | Femmes        |
| Compétition mixte (hommes et femmes mélangés) | Mixte         |
| Compétition en couple (1 homme et 1 femme)    | Couple        |
| modifier                                      |               |

| Horaire  | Discipline Spécialité | Discipline Spécialité                   | Discipline Spécialité                         | Phase                       | Résultats                                                                    | Références |
| -------- | --------------------- | --------------------------------------- | --------------------------------------------- | --------------------------- | ---------------------------------------------------------------------------- | ---------- |
| 8 h 15   |                       | Tir Carabine à 10 m air comprimé        | Compétition femmes                            | Qualifications              | -                                                                            | -          |
| 8 h 30   |                       | Badminton                               | -                                             | Tours préliminaires         | -                                                                            | -          |
| 9 h 00   |                       | Basket-ball Tournoi féminin             | Compétition femmes                            | Premier tour Groupe A       | Chine 66 - 57 République tchèque                                             | [ 4 ]      |
| 9 h 00   |                       | Beach-volley Tournoi masculin           | Compétition hommes                            | Phase préliminaire          | -                                                                            | -          |
| 9 h 00   |                       | Tennis de table Simple                  | Compétition femmes                            | tour préliminaire           | -                                                                            | -          |
| 9 h 00   |                       | Tir à l'arc Par équipes                 | Compétition hommes                            | 8e de finale                | -                                                                            | -          |
| 9 h 30   |                       | Aviron Deux sans barreur                | Compétition femmes                            | Tours éliminatoires         | -                                                                            | -          |
| 9 h 30   |                       | Handball Tournoi féminin                | Compétition femmes                            | Tour Préliminaire Groupe A  | Russie 30 - 27 Angola                                                        | [ 5 ]      |
| 9 h 30*  |                       | Judo Moins de 60 kg                     | Compétition hommes                            | 32e de finale               | -                                                                            | -          |
| 9 h 30   |                       | Volley-ball Tournoi féminin             | Compétition femmes                            | Phase Préliminaire Groupe A | Algérie 0 - 3 Japon                                                          | [ 6 ]      |
| 9 h 31*  |                       | Judo Moins de 48 kg                     | Compétition femmes                            | 16e de finale               | -                                                                            | -          |
| 9 h 32*  |                       | Judo Moins de 60 kg                     | Compétition hommes                            | 16e de finale               | -                                                                            | -          |
| 9 h 33*  |                       | Judo Moins de 48 kg                     | Compétition femmes                            | 8e de finale                | -                                                                            | -          |
| 9 h 34*  |                       | Judo Moins de 60 kg                     | Compétition hommes                            | 8e de finale                | -                                                                            | -          |
| 9 h 35*  |                       | Judo Moins de 48 kg                     | Compétition femmes                            | Quarts de finale            | -                                                                            | -          |
| 9 h 36*  |                       | Judo Moins de 60 kg                     | Compétition hommes                            | Quarts de finale            | -                                                                            | -          |
| 9 h 45   |                       | Tennis de table Simple                  | Compétition hommes                            | tour préliminaire           | -                                                                            | -          |
| 9 h 50   |                       | Aviron Quatre de couple                 | Compétition femmes                            | Tours éliminatoires         | -                                                                            | -          |
| 10 h 00  |                       | Beach-volley Tournoi masculin           | Compétition hommes                            | Phase préliminaire          | -                                                                            | -          |
| 10 h 00  |                       | Cyclisme sur route Course en ligne      | Compétition hommes                            | Finale                      | Alexandre Vinokourov (KAZ) · Rigoberto Urán (COL) · Alexander Kristoff (NOR) | [ 7 ]      |
| 10 h 00  |                       | Équitation Concours complet individuel  | Compétition mixte (hommes et femmes ensemble) | 1re manche                  | -                                                                            | -          |
| 10 h 00  |                       | Équitation Concours complet par équipes | Compétition mixte (hommes et femmes ensemble) | 1re manche                  | -                                                                            | -          |
| 10 h 00  |                       | Natation 400 m 4 nages                  | Compétition hommes                            | Séries                      | -                                                                            | -          |
| 10 h 00  |                       | Tir Carabine à 10 m air comprimé        | Compétition femmes                            | Finale                      | Yi Siling (CHN) · Sylwia Bogacka (POL) · Yu Dan (CHN)                        | [ 8 ]      |
| 10 h 10  |                       | Aviron Huit                             | Compétition hommes                            | Tours éliminatoires         | -                                                                            | -          |
| 10 h 26  |                       | Natation 100 m papillon                 | Compétition femmes                            | Séries                      | -                                                                            | -          |
| 10 h 30  |                       | Aviron Deux de couple                   | Compétition hommes                            | Tours éliminatoires         | -                                                                            | -          |
| 10 h 30  |                       | Escrime Fleuret individuel              | Compétition femmes                            | 32e de finale               | -                                                                            | -          |
| 10 h 47  |                       | Natation 400 m nage libre               | Compétition hommes                            | Séries                      | -                                                                            | -          |
| 11 h 00  |                       | Aviron Quatre sans barreur poids légers | Compétition hommes                            | Tours éliminatoires         | -                                                                            | -          |
| 11 h 00  |                       | Beach-volley Tournoi féminin            | Compétition femmes                            | Phase préliminaire          | -                                                                            | -          |
| 11 h 00  |                       | Gymnastique artistique Qualifications   | Compétition hommes                            | Qualifications              | -                                                                            | -          |
| 11 h 15  |                       | Basket-ball Tournoi féminin             | Compétition femmes                            | Premier tour Groupe B       | Canada 53 - 58 Russie                                                        | [ 9 ]      |
| 11 h 15  |                       | Handball Tournoi féminin                | Compétition femmes                            | Tour Préliminaire Groupe B  | Espagne 27 - 31 Corée du Sud                                                 | [ 10 ]     |
| 11 h 15  |                       | Tennis de table Simple                  | Compétition femmes                            | 1er tour                    | -                                                                            | -          |
| 11 h 17  |                       | Natation 400 m 4 nages                  | Compétition femmes                            | Séries                      | -                                                                            | -          |
| 11 h 30  |                       | Aviron Quatre de couple                 | Compétition hommes                            | Tours éliminatoires         | -                                                                            | -          |
| 11 h 30  |                       | Tennis                                  | -                                             | 1er tours                   | -                                                                            | -          |
| 11 h 30  |                       | Volley-ball Tournoi féminin             | Compétition femmes                            | Phase Préliminaire Groupe B | Chine 3 - 1 Serbie                                                           | [ 11 ]     |
| 11 h 50  |                       | Escrime Fleuret individuel              | Compétition femmes                            | 16e de finale               | -                                                                            | -          |
| 11 h 52  |                       | Natation 100 m brasse                   | Compétition hommes                            | Séries                      | -                                                                            | -          |
| 12 h 00  |                       | Aviron Deux sans barreur                | Compétition hommes                            | Tours éliminatoires         | -                                                                            | -          |
| 12 h 00  |                       | Beach-volley Tournoi féminin            | Compétition femmes                            | Phase préliminaire          | -                                                                            | -          |
| 12 h 00  |                       | Football Tournoi féminin                | Compétition femmes                            | Tour Préliminaire Groupe F  | Japon 0 - 0 Suède                                                            | [ 12 ]     |
| 12 h 00  |                       | Tir Pistolet à 10 m air comprimé        | Compétition hommes                            | Qualifications              | -                                                                            | -          |
| 12 h 16  |                       | Natation Relais 4 × 100 m nage libre    | Compétition femmes                            | Séries                      | -                                                                            | -          |
| 12 h 30  |                       | Aviron Skiff                            | Compétition hommes                            | Tours éliminatoires         | -                                                                            | -          |
| 12 h 30  |                       | Badminton                               | -                                             | Tours préliminaires         | -                                                                            | -          |
| 13 h 30  |                       | Aviron Skiff                            | Compétition femmes                            | Tours éliminatoires         | -                                                                            | -          |
| 13 h 30* |                       | Boxe Poids coq (-56 kg)                 | Compétition hommes                            | 16e de finale               | -                                                                            | -          |
| 14 h 00* |                       | Judo Moins de 48 kg                     | Compétition femmes                            | Demi-finales                | -                                                                            | -          |
| 14 h 00* |                       | Judo Moins de 48 kg                     | Compétition femmes                            | Petite finale 1             | Paula Pareto (ARG) 0002 - 0011 Charline Van Snick (BEL)                      | [ 13 ]     |
| 14 h 00* |                       | Judo Moins de 48 kg                     | Compétition femmes                            | Petite finale 2             | Éva Csernoviczki (HUN) 1001 - 0001 Tomoko Fukumi (JPN)                       | [ 14 ]     |
| 14 h 01* |                       | Judo Moins de 60 kg                     | Compétition hommes                            | Demi-finales                | -                                                                            | -          |
| 14 h 02* |                       | Judo Moins de 60 kg                     | Compétition hommes                            | Petite finale 1             | Felipe Kitadai (BRA) 0011 - 000 Elio Verde (ITA)                             | [ 15 ]     |
| 14 h 02* |                       | Judo Moins de 60 kg                     | Compétition hommes                            | Petite finale 2             | Sofiane Milous (FRA) 0003 - 010 Rishod Sobirov (UZB)                         | [ 16 ]     |
| 14 h 10  |                       | Escrime Fleuret individuel              | Compétition femmes                            | 8e de finale                | -                                                                            | -          |
| 14 h 30  |                       | Basket-ball Tournoi féminin             | Compétition femmes                            | Premier tour Groupe A       | Turquie 72 - 50 Angola                                                       | [ 17 ]     |
| 14 h 30  |                       | Beach-volley Tournoi masculin           | Compétition hommes                            | Phase préliminaire          | -                                                                            | -          |
| 14 h 30  |                       | Football Tournoi féminin                | Compétition femmes                            | Tour Préliminaire Groupe E  | Nouvelle-Zélande 0 - 1 Brésil                                                | [ 18 ]     |
| 14 h 30  |                       | Handball Tournoi féminin                | Compétition femmes                            | Tour Préliminaire Groupe A  | Croatie 23 - 24 Brésil                                                       | [ 19 ]     |
| 14 h 30  |                       | Tennis de table Simple                  | Compétition femmes                            | 1er tour                    | -                                                                            | -          |
| 14 h 45  |                       | Football Tournoi féminin                | Compétition femmes                            | Tour Préliminaire Groupe F  | Canada 3 - 0 Afrique du Sud                                                  | [ 20 ]     |
| 14 h 45  |                       | Volley-ball Tournoi féminin             | Compétition femmes                            | Phase Préliminaire Groupe A | Grande-Bretagne 0 - 3 Russie                                                 | [ 21 ]     |
| 15 h 00* |                       | Boxe Poids moyens (-75 kg)              | Compétition hommes                            | 16e de finale               | -                                                                            | -          |
| 15 h 00  |                       | Tir à l'arc Par équipes                 | Compétition hommes                            | Quart de finale             | -                                                                            | -          |
| 15 h 30  |                       | Beach-volley Tournoi masculin           | Compétition hommes                            | Phase préliminaire          | -                                                                            | -          |
| 15 h 30  |                       | Escrime Fleuret individuel              | Compétition femmes                            | Quarts de finale            | -                                                                            | -          |
| 15 h 30  |                       | Gymnastique artistique Qualifications   | Compétition hommes                            | Qualifications              | -                                                                            | -          |
| 15 h 30  |                       | Haltérophilie - de 48 kg                | Compétition femmes                            | Finale                      | Wang Mingjuan (CHN) · Hiromi Miyake (JPN) · Ryang Chun-Hwa (PRK)             | -          |
| 15 h 30  |                       | Tir Pistolet à 10 m air comprimé        | Compétition hommes                            | Finale                      | Jin Jong-oh (KOR) · Luca Tesconi (ITA) · Andrija Zlatić (SRB)                | [ 22 ]     |
| 16 h 00  |                       | Judo Moins de 48 kg                     | Compétition femmes                            | Finale                      | Alina Dumitru (ROU) 0001 - 011 Sarah Menezes (BRA)                           | [ 23 ]     |
| 16 h 00  |                       | Tennis de table Simple                  | Compétition hommes                            | 1er tour                    | -                                                                            | -          |
| 16 h 10  |                       | Judo Moins de 60 kg                     | Compétition hommes                            | Finale                      | Arsen Galstyan (RUS) 100 - 000 Hiroaki Hiraoka (JPN)                         | [ 24 ]     |
| 16 h 15  |                       | Handball Tournoi féminin                | Compétition femmes                            | Tour Préliminaire Groupe B  | Danemark 21 - 18 Suède                                                       | [ 25 ]     |
| 16 h 30  |                       | Beach-volley Tournoi féminin            | Compétition femmes                            | Phase préliminaire          | -                                                                            | -          |
| 16 h 40  |                       | Tir à l'arc Par équipes                 | Compétition hommes                            | Demi-finales                | -                                                                            | -          |
| 16 h 45  |                       | Basket-ball Tournoi féminin             | Compétition femmes                            | Premier tour Groupe A       | États-Unis 81 - 56 Croatie                                                   | [ 26 ]     |
| 16 h 45  |                       | Volley-ball Tournoi féminin             | Compétition femmes                            | Phase Préliminaire Groupe A | Italie 3 - 1 République dominicaine                                          | [ 27 ]     |
| 17 h 00  |                       | Football Tournoi féminin                | Compétition femmes                            | Tour Préliminaire Groupe G  | États-Unis 3 - 0 Colombie                                                    | [ 28 ]     |
| 17 h 15  |                       | Football Tournoi féminin                | Compétition femmes                            | Tour Préliminaire Groupe E  | Grande-Bretagne 3 - 0 Cameroun                                               | [ 29 ]     |
| 17 h 30  |                       | Beach-volley Tournoi féminin            | Compétition femmes                            | Phase préliminaire          | -                                                                            | -          |
| 17 h 33  |                       | Tir à l'arc Par équipes                 | Compétition hommes                            | Petite finale               | Corée du Sud 224 - 219 Mexique                                               | [ 30 ]     |
| 18 h 00  |                       | Escrime Fleuret individuel              | Compétition femmes                            | Demi-finales                | -                                                                            | -          |
| 18 h 01  |                       | Tir à l'arc Par équipes                 | Compétition hommes                            | Finale                      | États-Unis 218 - 219 Italie                                                  | [ 31 ]     |
| 18 h 30  |                       | Badminton                               | -                                             | Tours préliminaires         | -                                                                            | -          |
| 19 h 00  |                       | Tennis de table Simple                  | Compétition hommes                            | 1er tour                    | -                                                                            | -          |
| 19 h 10  |                       | Escrime Fleuret individuel              | Compétition femmes                            | Petite finale               | Nam Hyun Hee (KOR) 12 - 13 Valentina Vezzali (ITA)                           | [ 32 ]     |
| 19 h 30  |                       | Handball Tournoi féminin                | Compétition femmes                            | Tour Préliminaire Groupe A  | Monténégro 31 - 19 Grande-Bretagne                                           | [ 33 ]     |
| 19 h 30  |                       | Natation 400 m 4 nages                  | Compétition hommes                            | Finale                      | Ryan Lochte (USA) · Thiago Pereira (BRA) · Kosuke Hagino (JPN)               | [ 34 ]     |
| 19 h 40  |                       | Escrime Fleuret individuel              | Compétition femmes                            | Finale                      | Elisa Di Francisca (ITA) 12 - 11 Arianna Errigo (ITA)                        | [ 35 ]     |
| 19 h 40  |                       | Natation 100 m papillon                 | Compétition femmes                            | Demi-finales                | -                                                                            | -          |
| 19 h 45  |                       | Football Tournoi féminin                | Compétition femmes                            | Tour Préliminaire Groupe G  | France 5 - 0 Corée du Nord                                                   | [ 36 ]     |
| 19 h 49  |                       | Natation 400 m nage libre               | Compétition hommes                            | Finale                      | Sun Yang (CHN) · Park Tae-hwan (KOR) · Peter Vanderkaay (USA)                | [ 37 ]     |
| 20 h 00  |                       | Basket-ball Tournoi féminin             | Compétition femmes                            | Premier tour Groupe B       | Brésil 58 - 73 France                                                        | [ 38 ]     |
| 20 h 00  |                       | Beach-volley Tournoi masculin           | Compétition hommes                            | Phase préliminaire          | -                                                                            | -          |
| 20 h 00  |                       | Gymnastique artistique Qualifications   | Compétition hommes                            | Qualifications              | -                                                                            | -          |
| 20 h 00  |                       | Volley-ball Tournoi féminin             | Compétition femmes                            | Phase Préliminaire Groupe B | États-Unis 3 - 1 Corée du Sud                                                | [ 39 ]     |
| 20 h 09  |                       | Natation 400 m 4 nages                  | Compétition femmes                            | Finale                      | Ye Shiwen (CHN) · Elizabeth Beisel (USA) · Li Xuanxu (CHN)                   | [ 40 ]     |
| 20 h 30* |                       | Boxe Poids coq (-56 kg)                 | Compétition hommes                            | 16e de finale               | -                                                                            | -          |
| 20 h 30  |                       | Natation 100 m brasse                   | Compétition hommes                            | Demi-finales                | -                                                                            | -          |
| 20 h 30  |                       | Tennis de table Simple                  | Compétition femmes                            | 2e tour                     | -                                                                            | -          |
| 20 h 50  |                       | Natation Relais 4 × 100 m nage libre    | Compétition femmes                            | Finale                      | Australie · Pays-Bas · États-Unis                                            | [ 41 ]     |
| 21 h 00  |                       | Beach-volley Tournoi masculin           | Compétition hommes                            | Phase préliminaire          | -                                                                            | -          |
| 21 h 15  |                       | Handball Tournoi féminin                | Compétition femmes                            | Tour Préliminaire Groupe B  | Norvège 23 - 24 France                                                       | [ 42 ]     |
| 22 h 00  |                       | Beach-volley Tournoi féminin            | Compétition femmes                            | Phase préliminaire          | -                                                                            | -          |
| 22 h 00* |                       | Boxe Poids moyens (-75 kg)              | Compétition hommes                            | 16e de finale               | -                                                                            | -          |
| 22 h 00  |                       | Volley-ball Tournoi féminin             | Compétition femmes                            | Phase Préliminaire Groupe B | Brésil 3 - 2 Turquie                                                         | [ 43 ]     |
| 22 h 15  |                       | Basket-ball Tournoi féminin             | Compétition femmes                            | Premier tour Groupe B       | Australie 74 - 58 Grande-Bretagne                                            | [ 44 ]     |
| 23 h 00  |                       | Beach-volley Tournoi féminin            | Compétition femmes                            | Phase préliminaire          | -                                                                            | -          |

* Date du début estimée

## Médailles du jour
- Pays organisateur (Royaume-Uni)

| Rang  | Nation        | Or | Argent | Bronze | Total |
| ----- | ------------- | -- | ------ | ------ | ----- |
| 1     | Chine         | 4  | 0      | 2      | 6     |
| 2     | Italie        | 2  | 2      | 1      | 5     |
| 3     | États-Unis    | 1  | 2      | 2      | 5     |
| 4     | Brésil        | 1  | 1      | 1      | 3     |
| 4     | Corée du Sud  | 1  | 1      | 1      | 3     |
| 6     | Australie     | 1  | 0      | 0      | 1     |
| 6     | Kazakhstan    | 1  | 0      | 0      | 1     |
| 6     | Russie        | 1  | 0      | 0      | 1     |
| 9     | Japon         | 0  | 2      | 1      | 3     |
| 10    | Colombie      | 0  | 1      | 0      | 1     |
| 10    | Pays-Bas      | 0  | 1      | 0      | 1     |
| 10    | Pologne       | 0  | 1      | 0      | 1     |
| 10    | Roumanie      | 0  | 1      | 0      | 1     |
| 14    | Belgique      | 0  | 0      | 1      | 1     |
| 14    | Hongrie       | 0  | 0      | 1      | 1     |
| 14    | Norvège       | 0  | 0      | 1      | 1     |
| 14    | Corée du Nord | 0  | 0      | 1      | 1     |
| 14    | Serbie        | 0  | 0      | 1      | 1     |
| 14    | Ouzbékistan   | 0  | 0      | 1      | 1     |
| Total | Total         | 12 | 12     | 14     | 38    |